# Løgten Station
Løgten Station er en letbanestation og tidligere jernbanestation i stationsbyen Løgten i Østjylland. Stationen ligger på Grenaabanen mellem Aarhus og Grenaa, der siden 2019 er en del af Aarhus Letbane.

## Historie
Grenaabanen blev lukket for ombygning til letbane 27. august 2016. Det var forventet, at den ville genåbne som en del af Aarhus Letbane i begyndelsen af 2018, men på grund af manglende sikkerhedsgodkendelse blev genåbningen udskudt på ubestemt tid. Godkendelsen forelå 25. april 2019, og genåbningen fandt sted 30. april 2019.